# Lariosaurus
Lariosaurus es un género extinto de saurópsidos notosaurios marinos del Triásico Medio y Triásico Superior.
Anteriormente era clasificado como un estegosaurio y se le conocía como Eupodosaurus; actualmente se le clasifica como un notosaurio.[cita requerida]

## Descripción

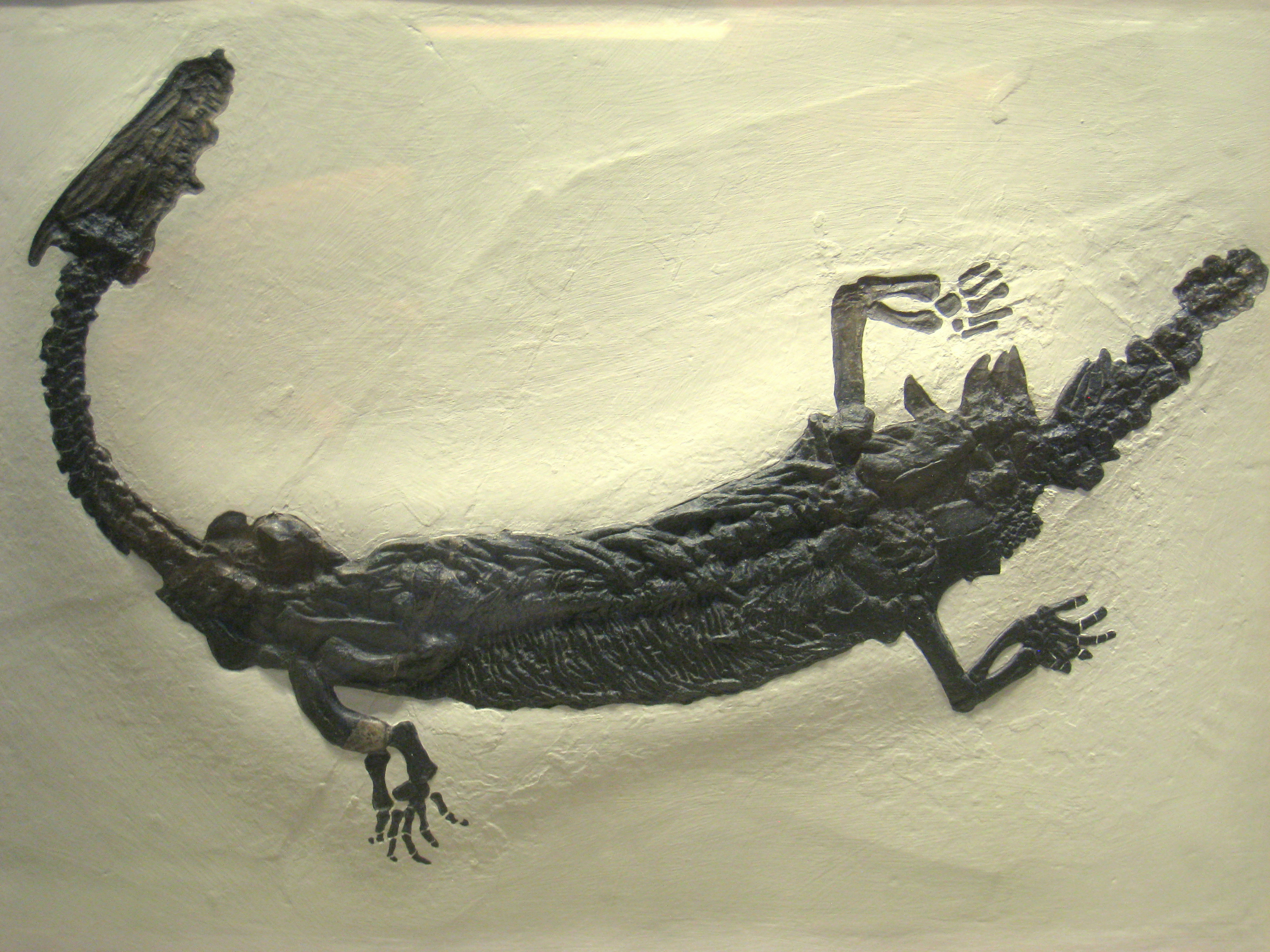
Fósil de un Lariosaurus.

Sus restos fósiles, hallados en España, muestran que los pies y los dedos resultaban más apropiados para caminar sobre tierra firme que para nadar. Tampoco el cuello era tan largo como el de los notosaurios posteriores. Estas características son debidas a que  Lariosaurus era aún muy primitivo, uno de los primeros de su familia. Su tamaño no superaba los 60 cm de longitud.

## Paleobiología
Al parecer, pasaba gran parte de su vida nadando en aguas poco profundas o fuera, en la orilla, atrapando pequeñas presas como peces, gambas, camarones, y gusanos de las charcas costeras o rapiñando huevos de reptiles (en su época no existían las aves). En algunas regiones costeras actuales, los varanos actuales tienen un estilo de vida similar.